# ماغدالينا من فالوا
مادلين من فرنسا أو ماغدالينا من فالوا (1 ديسمبر 1443، تورزتورز - 21 يناير 1495، بنبلونة) هي أميرة فرنسية والوصية على عرش نافارا خلال عهد ابنيها فرانسيس الأول وكاثرين الأولى الذين كانوا على التوالي ملوك نافارا من 1479 حتى وفاتها 1494.

## حياتها
هي ابنة شارل السابع ملك فرنسا وماري من أنجو وشقيقة لويس الحادي عشر.
كانت ماغدالينا مخطوبة لـ لاديسلاف ملك بوهيميا إلا أنه توفي فجأة في براغ بينما كان يستعد لزواجها.
وبذلك أصبحت متزوجة من غاستون، أمير فيانا في 1461، وأنجبت له ولد وبنت:-
- فرانسيس الأول (1483-1466) هو ملك نافارا.
- كاثرين الأولى (1517-1470) هي ملكة نافارا، وهي متزوجة من جان دي ألبرت في 1484.

زوجها توفي في 1470، ووالده الكونت غاستون الرابع توفي أيضا في 1472، وبذلك تم تمرير ممتلكاته إلى ابنها البكر، وأيضا أصبح الوريث بعد وفاة جده الأكبر خوان الثاني من نافارا وأراغون، ليونور حماتها أصبحت ملكة نافارا لمدة ثلاثة أسابيع حتى وافتها المنية هي الأخرى، وبذلك أصبح ابنها ملكاً الذي لم يتجاوز بعد الخمسة عشر عاماً وبهذا أصبحت هي وصية العرش على ابنها حتى وفاته في 1483، ومع ذلك استمرت في الوصية مرة أخرى على ابنتها كاترين التي أصبحت ملكة نافارا، خلال هذه الوصية اضطرت لمحاربة ابن حماها خوان دي فوا الذي ادعى العرش الذي اعتبر نفسه الذكر الوحيد بعد وفاة فرانسيس.
اتخذ رهينة في 1494 من قبل فرناندو الثاني ملك أراغون وتوفيت في السنة التالية أثارت وفاتها صراع جديد.